# هوب فان دورنه
هوب فان دورنه (انگلیسی: Hub van Doorne؛ ۱ ژانویهٔ ۱۹۰۰ – ۲۳ مهٔ ۱۹۷۹) کارآفرین، بازرگان و مدیر اجرایی هلندی بود، که در سال ۱۹۲۸ شرکت خودروسازی داف را تأسیس نمود.